# 6e étape du Tour d'Italie 2014
Pour un article plus général, voir Tour d'Italie 2014.
La 6e étape du Tour d'Italie 2014 s'est déroulée le jeudi 15 mai 2014. Elle est courue entre la ville de Sassano et le Montecassino sur un parcours long de 257 km après avoir été prévue initialement sur une longueur de 247 km.

## Déroulement de la course
Le fait marquant est une chute collective sur un rond-point à 10 km de l'arrivée. Une chute s'était déjà produite 150 m avant, où plusieurs coureurs avaient été pris. Mais celle-ci a des conséquences considérables. Par son ampleur (la moitié des coureurs sont impliqués) elle désorganise complètement le peloton et permet à ceux qui étaient en tête, principalement les équipes BMC Racing de Cadel Evans et Orica-GreenEDGE du maillot rose Michael Matthews, de distancer la plupart des favoris. C'est ainsi que Matthews remporte l'étape et conforte sa première place au classement général, tandis qu'Evans prend 49 secondes à ses adversaires directs, voire plus sur certains d'entre eux. L'un des favoris, Joaquim Rodríguez (Katusha), perd immédiatement deux de ses équipiers ; lui-même est blessé et ne prend pas le départ de l'étape suivante.

## Résultats

### Classement de l'étape
|    | Coureur          | Pays      | Équipe          |    | Temps           |
| -- | ---------------- | --------- | --------------- | -- | --------------- |
| 1  | Michael Matthews | Australie | Orica-GreenEDGE | en | 6 h 37 min 01 s |
| 2  | Tim Wellens      | Belgique  | Lotto-Belisol   | +  | 0 s             |
| 3  | Cadel Evans      | Australie | BMC Racing      |    | 0 s             |
| 4  | Matteo Rabottini | Italie    | Neri Sottoli    |    | 0 s             |
| 5  | Ivan Santaromita | Italie    | Orica-GreenEDGE |    | 13 s            |
| 6  | Steve Morabito   | Suisse    | BMC Racing      |    | 23 s            |
| 7  | Wilco Kelderman  | Pays-Bas  | Belkin          |    | 49 s            |
| 8  | Mauro Finetto    | Italie    | Neri Sottoli    |    | 49 s            |
| 9  | Diego Ulissi     | Italie    | Lampre-Merida   |    | 49 s            |
| 10 | Fabio Duarte     | Colombie  | Colombia        |    | 49 s            |

### Points attribués
|   | Cycliste        | Pays     | Équipe                       | Points |
| - | --------------- | -------- | ---------------------------- | ------ |
| 1 | Andrea Fedi     | Italie   | Neri Sottoli                 | 10     |
| 2 | Marco Bandiera  | Italie   | Androni Giocattoli-Venezuela | 6      |
| 3 | Edoardo Zardini | Italie   | Bardiani CSF                 | 3      |
| 4 | Rodolfo Torres  | Colombie | Colombia                     | 2      |
| 5 | Nicola Ruffoni  | Italie   | Bardiani CSF                 | 1      |

|    | Cycliste           | Pays      | Équipe                       | Points |
| -- | ------------------ | --------- | ---------------------------- | ------ |
| 1  | Michael Matthews   | Australie | Orica-GreenEDGE              | 25     |
| 2  | Tim Wellens        | Belgique  | Lotto-Belisol                | 22     |
| 3  | Cadel Evans        | Australie | BMC Racing                   | 20     |
| 4  | Matteo Rabottini   | Italie    | Neri Sottoli                 | 18     |
| 5  | Ivan Santaromita   | Italie    | Orica-GreenEDGE              | 16     |
| 6  | Steve Morabito     | Suisse    | BMC Racing                   | 14     |
| 7  | Wilco Kelderman    | Pays-Bas  | Belkin                       | 12     |
| 8  | Mauro Finetto      | Italie    | Neri Sottoli                 | 10     |
| 9  | Diego Ulissi       | Italie    | Lampre-Merida                | 8      |
| 10 | Fabio Duarte       | Colombie  | Colombia                     | 6      |
| 11 | Ryder Hesjedal     | Canada    | Garmin-Sharp                 | 5      |
| 12 | Diego Rosa         | Italie    | Androni Giocattoli-Venezuela | 4      |
| 13 | Fabio Aru          | Italie    | Astana                       | 3      |
| 14 | Domenico Pozzovivo | Italie    | AG2R La Mondiale             | 2      |
| 15 | Rigoberto Urán     | Colombie  | Omega Pharma-Quick Step      | 1      |

### Cols et côtes
|   | Cycliste        | Pays     | Équipe                       | Points |
| - | --------------- | -------- | ---------------------------- | ------ |
| 1 | Rodolfo Torres  | Colombie | Colombia                     | 3      |
| 2 | Edoardo Zardini | Italie   | Bardiani CSF                 | 2      |
| 3 | Marco Bandiera  | Italie   | Androni Giocattoli-Venezuela | 1      |

|   | Cycliste         | Pays      | Équipe          | Points |
| - | ---------------- | --------- | --------------- | ------ |
| 1 | Michael Matthews | Australie | Orica-GreenEDGE | 14     |
| 2 | Tim Wellens      | Belgique  | Lotto-Belisol   | 9      |
| 3 | Cadel Evans      | Australie | BMC Racing      | 6      |
| 4 | Matteo Rabottini | Italie    | Neri Sottoli    | 4      |
| 5 | Ivan Santaromita | Italie    | Orica-GreenEDGE | 2      |
| 6 | Steve Morabito   | Suisse    | BMC Racing      | 1      |

## Classements à l'issue de l'étape

### Classement général
|    | Cycliste         | Pays      | Équipe                  |    | Temps            |
| -- | ---------------- | --------- | ----------------------- | -- | ---------------- |
| 1  | Michael Matthews | Australie | Orica-GreenEDGE         | en | 24 h 18 min 14 s |
| 2  | Cadel Evans      | Australie | BMC Racing              | +  | 21 s             |
| 3  | Rigoberto Urán   | Colombie  | Omega Pharma-Quick Step |    | 1 min 18 s       |
| 4  | Rafał Majka      | Pologne   | Tinkoff-Saxo            |    | 1 min 25 s       |
| 5  | Steve Morabito   | Suisse    | BMC Racing              |    | 1 min 25 s       |
| 6  | Matteo Rabottini | Italie    | Neri Sottoli            |    | 1 min 25 s       |
| 7  | Ivan Santaromita | Italie    | Orica-GreenEDGE         |    | 1 min 47 s       |
| 8  | Fabio Aru        | Italie    | Astana                  |    | 1 min 51 s       |
| 9  | Tim Wellens      | Belgique  | Lotto-Belisol           |    | 1 min 52 s       |
| 10 | Ivan Basso       | Italie    | Cannondale              |    | 2 min 06 s       |

### Classement par points
|   | Cycliste        | Pays   | Équipe              | Points |
| - | --------------- | ------ | ------------------- | ------ |
| 1 | Elia Viviani    | Italie | Cannondale          | 119    |
| 2 | Nacer Bouhanni  | France | FDJ.fr              | 115    |
| 3 | Giacomo Nizzolo | Italie | Trek Factory Racing | 106    |

### Classement du meilleur grimpeur
|   | Cycliste             | Pays      | Équipe          | Points |
| - | -------------------- | --------- | --------------- | ------ |
| 1 | Michael Matthews     | Australie | Orica-GreenEDGE | 14     |
| 2 | Maarten Tjallingii   | Pays-Bas  | Belkin          | 12     |
| 3 | Miguel Ángel Rubiano | Colombie  | Colombia        | 9      |

### Classement du meilleur jeune
|   | Cycliste         | Pays      | Équipe          |    | Temps            |
| - | ---------------- | --------- | --------------- | -- | ---------------- |
| 1 | Michael Matthews | Australie | Orica-GreenEDGE | en | 24 h 18 min 14 s |
| 2 | Rafał Majka      | Pologne   | Tinkoff-Saxo    | +  | 1 min 25 s       |
| 3 | Fabio Aru        | Italie    | Astana          |    | 1 min 51 s       |

### Classements par équipes

#### Classement aux temps
|   | Équipe           | Pays       |    | Temps            |
| - | ---------------- | ---------- | -- | ---------------- |
| 1 | BMC Racing       | États-Unis | en | 72 h 09 min 23 s |
| 2 | Tinkoff-Saxo     | Russie     | +  | 1 min 01 s       |
| 3 | AG2R La Mondiale | France     |    | 1 min 35 s       |

#### Classement aux points
|   | Équipe          | Pays      | Points |
| - | --------------- | --------- | ------ |
| 1 | Giant-Shimano   | Pays-Bas  | 110    |
| 2 | Neri Sottoli    | Italie    | 104    |
| 3 | Orica-GreenEDGE | Australie | 99     |

### Autres classements
|   | Cycliste           | Pays     | Équipe       | Points |
| - | ------------------ | -------- | ------------ | ------ |
| 1 | Andrea Fedi        | Italie   | Neri Sottoli | 20     |
| 2 | Elia Viviani       | Italie   | Cannondale   | 16     |
| 3 | Maarten Tjallingii | Pays-Bas | Belkin       | 13     |

|   | Cycliste        | Pays   | Équipe              | Points |
| - | --------------- | ------ | ------------------- | ------ |
| 1 | Elia Viviani    | Italie | Cannondale          | 18     |
| 2 | Nacer Bouhanni  | France | FDJ.fr              | 13     |
| 3 | Giacomo Nizzolo | Italie | Trek Factory Racing | 13     |

|   | Cycliste         | Pays      | Équipe          | Points |
| - | ---------------- | --------- | --------------- | ------ |
| 1 | Nacer Bouhanni   | France    | FDJ.fr          | 6      |
| 2 | Michael Matthews | Australie | Orica-GreenEDGE | 4      |
| 3 | Diego Ulissi     | Italie    | Lampre-Merida   | 4      |

|   | Cycliste           | Pays     | Équipe       | Points |
| - | ------------------ | -------- | ------------ | ------ |
| 1 | Andrea Fedi        | Italie   | Neri Sottoli | 444    |
| 2 | Maarten Tjallingii | Pays-Bas | Belkin       | 391    |
| 3 | Rodolfo Torres     | Colombie | Colombia     | 236    |

| \| \| Cycliste \| Pays \| Équipe \| Points \| \| - \| -------------- \| -------- \| ------------- \| ------ \| \| 1 \| Nacer Bouhanni \| France \| FDJ.fr \| 10 \| \| 2 \| Tim Wellens \| Belgique \| Lotto-Belisol \| 4 \| \| 3 \| Diego Ulissi \| Italie \| Lampre-Merida \| 4 \| |                |          |               |        |
| | Cycliste       | Pays     | Équipe        | Points |
| 1 | Nacer Bouhanni | France   | FDJ.fr        | 10     |
| 2 | Tim Wellens    | Belgique | Lotto-Belisol | 4      |
| 3 | Diego Ulissi   | Italie   | Lampre-Merida | 4      |

## Abandons
- Janez Brajkovič (Astana) : abandon sur chute
- Giorgio Cecchinel (Neri Sottoli) : non-partant
- Giampaolo Caruso (Katusha) : abandon sur chute
- Ángel Vicioso (Katusha) : abandon sur chute
- Davide Villella (Cannondale) : abandon sur chute